# KC and the Sunshine Band/Diskografie
Diese Diskografie ist eine Übersicht über die musikalischen Werke der US-amerikanischen Disco-Formation KC and the Sunshine Band. Den Schallplattenauszeichnungen zufolge hat sie bisher mehr als 8,3 Millionen Tonträger verkauft, davon alleine in ihrer Heimat über 6,5 Millionen. Ihre erfolgreichste Veröffentlichungen ist die Single Get Down Tonight mit über einer Million verkauften Einheiten.

## Alben

### Studioalben
| Jahr | Titel Musiklabel                       | Höchstplatzierung, Gesamtwochen, AuszeichnungChartplatzierungen (Jahr, Titel, Musiklabel, Platzierungen, Wochen, Auszeichnungen, Anmerkungen) | Höchstplatzierung, Gesamtwochen, AuszeichnungChartplatzierungen (Jahr, Titel, Musiklabel, Platzierungen, Wochen, Auszeichnungen, Anmerkungen) | Höchstplatzierung, Gesamtwochen, AuszeichnungChartplatzierungen (Jahr, Titel, Musiklabel, Platzierungen, Wochen, Auszeichnungen, Anmerkungen) | Höchstplatzierung, Gesamtwochen, AuszeichnungChartplatzierungen (Jahr, Titel, Musiklabel, Platzierungen, Wochen, Auszeichnungen, Anmerkungen) | Anmerkungen                                                                   |
| Jahr | Titel Musiklabel                       | DE | UK | US | R&B | Anmerkungen                                                                   |
| ---- | -------------------------------------- | --- | --- | --- | --- | ----------------------------------------------------------------------------- |
| 1975 | KC and the Sunshine Band T. K. Records | — | UK26 (7 Wo.)UK | US4 (47 Wo.)US | R&B1 (31 Wo.)R&B | Erstveröffentlichung: 6. Juli 1975                                            |
| 1975 | The Sound of Sunshine T. K. Records    | — | — | US131 (8 Wo.)US | R&B24 (8 Wo.)R&B | Instrumentalalbum, als The Sunshine Band Erstveröffentlichung: September 1975 |
| 1976 | Part 3 T. K. Records                   | — | — | US13 (77 Wo.)US | R&B5 (50 Wo.)R&B | Erstveröffentlichung: Oktober 1976                                            |
| 1978 | Who Do Ya (Love) T. K. Records         | — | — | US36 (13 Wo.)US | R&B25 (11 Wo.)R&B | Erstveröffentlichung: August 1978                                             |
| 1979 | Do You Wanna Go Party T. K. Records    | — | — | US50 (37 Wo.)US | R&B19 (36 Wo.)R&B | Erstveröffentlichung: Juni 1979                                               |
| 1983 | All in a Night’s Work Epic Records     | — | UK46 (4 Wo.)UK | — | — | Erstveröffentlichung: August 1982                                             |
| 1984 | KC Ten Meca Records                    | — | — | US93 (18 Wo.)US | — | als KC Erstveröffentlichung: 28. Dezember 1983                                |

Weitere Studioalben
- 1974: Do It Good (T. K. Records)
- 1980: Space Cadet: Solo Flight (T. K. Records)
- 1981: The Painter (Epic Records)
- 1993: Oh Yeah! (ZYX Music)
- 2001: I’ll Be There for You (Sunshine Sound)
- 2007: Yummy (Sunshine Sound)
- 2015: Feeling You! (The 60s) (BFD)
- 2015: A Sunshine Christmas (BFD)

### Livealben
- 1995: Get Down Live! (Castle Classics)
- 2007: That’s the Way I Like It – The Greatest Hits Live (Music Sessions)

### Kompilationen
| Jahr | Titel Musiklabel                                    | Höchstplatzierung, Gesamtwochen, AuszeichnungChartplatzierungen (Jahr, Titel, Musiklabel, Platzierungen, Wochen, Auszeichnungen, Anmerkungen) | Höchstplatzierung, Gesamtwochen, AuszeichnungChartplatzierungen (Jahr, Titel, Musiklabel, Platzierungen, Wochen, Auszeichnungen, Anmerkungen) | Höchstplatzierung, Gesamtwochen, AuszeichnungChartplatzierungen (Jahr, Titel, Musiklabel, Platzierungen, Wochen, Auszeichnungen, Anmerkungen) | Höchstplatzierung, Gesamtwochen, AuszeichnungChartplatzierungen (Jahr, Titel, Musiklabel, Platzierungen, Wochen, Auszeichnungen, Anmerkungen) | Höchstplatzierung, Gesamtwochen, AuszeichnungChartplatzierungen (Jahr, Titel, Musiklabel, Platzierungen, Wochen, Auszeichnungen, Anmerkungen) | Anmerkungen |
| Jahr | Titel Musiklabel                                    | DE | UK | US | R&B | Dance | Anmerkungen |
| ---- | --------------------------------------------------- | --- | --- | --- | --- | --- | ----------- |
| 1980 | Greatest Hits T. K. Records, EMI                    | — | UK10 Silber · (6 Wo.)UK | US132 (11 Wo.)US | R&B62 (3 Wo.)R&B | — |             |
| 1998 | The Very Best Of EMI                                | — | UK82 Silber · (2 Wo.)UK | — | — | — |             |
| 2011 | Flashback with KC & the Sunshine Band Rhino Records | — | — | — | R&B33 (48 Wo.)R&B | Dance6 (68 Wo.)Dance |             |

grau schraffiert: keine Chartdaten aus diesem Jahr verfügbar
Weitere Kompilationen
| - 1976: The Best of KC and the Sunshine Band (Jay Boy) - 1983: Their Greatest Hits (Epic) - 1986: Greatest Hits (BR Music) - 1990: Greatest Hits – Volume 2 (Hollywood) - 1990: The Best of KC and the Sunshine Band (T.K. Records, EMI) - 1991: Greatest Hits (Hollywood) - 1993: The Magic Collection (ARC Records) - 1993: Please Don’t Go (Legend) - 1994: KC & the Sunshine Band (DE) / The Very Best Of (MasterTone/EMI) - 1996: The Best of KC & the Sunshine Band (EMI, US: Gold) - 1996: Shake Your Booty (Music De Luxe) - 1997: Shake, Shake, Shake and Other Hits (Flashback Records) | - 1997: I’m Your Boogie Man and Other Hits (Flashback Records) - 1998: Dance Remixes (Rhino Records) - 1999: Greatest Hits (Masters Intercontinental) - 1999: 25th Anniversary Collection (2CDs; Rhino) - 1999: Best of KC & the Sunshine Band Vol. 1 & 2 (2CDs; LaserLight Digital) - 2001: Behind the Music: The KC & the Sunshine Band Collection (Rhino) - 2005: Superhits (Sony BMG) - 2006: The Sound of Sunshine (Instrumental) (Collectors’ Choice Music) - 2009: The TK Years (2CDs; Stateside, EMI, T.K. Records) - 2012: Essential (EMI Gold) - 2014: Original Album Series (5CDs; Rhino) - 2023: The Ultimate Collection (3CDs; Robinsongs) |

## Singles
| Jahr | Titel Album                                            | Höchstplatzierung, Gesamtwochen, AuszeichnungChartplatzierungen (Jahr, Titel, Album, Platzierungen, Wochen, Auszeichnungen, Anmerkungen) | Höchstplatzierung, Gesamtwochen, AuszeichnungChartplatzierungen (Jahr, Titel, Album, Platzierungen, Wochen, Auszeichnungen, Anmerkungen) | Höchstplatzierung, Gesamtwochen, AuszeichnungChartplatzierungen (Jahr, Titel, Album, Platzierungen, Wochen, Auszeichnungen, Anmerkungen) | Höchstplatzierung, Gesamtwochen, AuszeichnungChartplatzierungen (Jahr, Titel, Album, Platzierungen, Wochen, Auszeichnungen, Anmerkungen) | Höchstplatzierung, Gesamtwochen, AuszeichnungChartplatzierungen (Jahr, Titel, Album, Platzierungen, Wochen, Auszeichnungen, Anmerkungen) | Anmerkungen | [↑]: gemeinsam behandelt mit vorhergehendem Eintrag; [←]: in beiden Charts platziert |
| Jahr | Titel Album                                            | DE | UK | US | R&B | Dance | Anmerkungen |                                                                                      |
| ---- | ------------------------------------------------------ | --- | --- | --- | --- | --- | --- | ------------------------------------------------------------------------------------ |
| 1973 | Blow Your Whistle Do It Good                           | — | — | — | R&B27 (12 Wo.)R&B | — | Erstveröffentlichung: August 1973 Autor: Harry Wayne Casey |                                                                                      |
| 1974 | Sound Your Funky Horn Do It Good                       | — | UK17 (9 Wo.)UK | — | R&B21 (15 Wo.)R&B | — | Erstveröffentlichung: Januar 1974 Autoren: Clarence Reid, Harry Wayne Casey                                                                                          |                                                                                      |
| 1974 | Queen of Clubs Do It Good                              | — | UK7 (12 Wo.)UK | US66 (5 Wo.)US | R&B25 (10 Wo.)R&B | — | Erstveröffentlichung: August 1974 Charteintritt in den USA erst im März 1976 Autor: Willie Clarke                                                                    |                                                                                      |
| 1975 | I’m a Pushover Do It Good                              | — | — | — | R&B57 (8 Wo.)R&B | — | Erstveröffentlichung: Dezember 1974 Autor: Harry Wayne Casey |                                                                                      |
| 1975 | Get Down Tonight KC and the Sunshine Band              | — | UK21 (9 Wo.)UK | US1 Platin · (15 Wo.)US | R&B1 (23 Wo.)R&B | Dance11 (10 Wo.)Dance | Erstveröffentlichung: 11. Februar 1975 Autoren: Harry Wayne Casey, Richard Finch                                                                                     |                                                                                      |
| 1975 | That’s the Way (I Like It) KC and the Sunshine Band    | DE20 (19 Wo.)DE | UK4 Silber · (10 Wo.)UK | US1 Platin · (16 Wo.)US | R&B1 (16 Wo.)R&B | Dance18 (3 Wo.)Dance | Erstveröffentlichung: 10. Juni 1975 Autoren: Harry Wayne Casey, Richard Finch                                                                                        |                                                                                      |
| 1975 | Shotgun Shuffle The Sound of Sunshine                  | — | — | US88 (2 Wo.)US | R&B25 (11 Wo.)R&B | — | Erstveröffentlichung: August 1975 Autoren: Harry Wayne Casey, Richard Finch                                                                                          |                                                                                      |
| 1975 | I’m so Crazy (Bout You) KC and the Sunshine Band       | — | UK34 (3 Wo.)UK | — | — | — | Erstveröffentlichung: 10. November 1975 Autor: Willie Clarke |                                                                                      |
| 1976 | Rock Your Baby The Sound of Sunshine                   | — | — | — | R&B70 (6 Wo.)R&B | — | Erstveröffentlichung: Mai 1974 Autoren: Harry Wayne Casey, Richard Finch                                                                                             |                                                                                      |
| 1976 | (Shake, Shake, Shake) Shake Your Booty Part 3          | DE23 (12 Wo.)DE | UK22 (8 Wo.)UK | US1 Gold · (21 Wo.)US | R&B1 (18 Wo.)R&B | Dance9 (25 Wo.)Dance | Erstveröffentlichung: 27. Mai 1976 Autoren: Harry Wayne Casey, Richard Finch                                                                                         |                                                                                      |
| 1977 | Keep It Comin’ Love Part 3                             | — | UK31 (7 Wo.)UK | US2 (20 Wo.)US | R&B1 (17 Wo.)R&B[Dance: ↑] | Dance9 (25 Wo.)Dance | Erstveröffentlichung: 16. Mai 1977 Autoren: Harry Wayne Casey, Richard Finch                                                                                         |                                                                                      |
| 1977 | I’m Your Boogie Man Part 3                             | — | UK41 (4 Wo.)UK | US1 Gold · (23 Wo.)US | R&B3 (17 Wo.)R&B[Dance: ↑] | Dance9 (25 Wo.)Dance | Erstveröffentlichung: 24. Januar 1977 Autoren: Harry Wayne Casey, Richard Finch                                                                                      |                                                                                      |
| 1976 | I Like to Do It Part 3                                 | — | — | US37 (12 Wo.)US | R&B4 (14 Wo.)R&B[Dance: ↑] | Dance9 (25 Wo.)Dance | Erstveröffentlichung: März 1976 Autoren: Harry Wayne Casey, Richard Finch                                                                                            |                                                                                      |
| 1977 | Wrap Your Arms Around Me Part 3                        | — | — | US48 (7 Wo.)US | R&B24 (13 Wo.)R&B[Dance: ↑] | Dance9 (25 Wo.)Dance | Erstveröffentlichung: November 1977 Autoren: Harry Wayne Casey, Richard Finch                                                                                        |                                                                                      |
| 1978 | Black Water Gold –                                     | — | — | — | R&B75 (8 Wo.)R&B | Dance28 (5 Wo.)Dance | Erstveröffentlichung: Juni 1976 als B-Seite von (Shake, Shake, Shake) Shake Your Booty als Sunshine Band Autor: Louis Villery, Original: African Music Machine, 1972 |                                                                                      |
| 1978 | Boogie Shoes KC and the Sunshine Band                  | — | UK34 (5 Wo.)UK | US35 ×2Doppelplatin · (10 Wo.)US | R&B29 (10 Wo.)R&B | — | Erstveröffentlichung: 19. Januar 1978 Autoren: Harry Wayne Casey, Richard Finch                                                                                      |                                                                                      |
| 1978 | It’s the Same Old Song Who Do Ya (Love)                | — | UK47 (6 Wo.)UK | US34 (10 Wo.)US | R&B30 (10 Wo.)R&B | — | Erstveröffentlichung: Mai 1978 Autoren: Holland–Dozier–Holland Original: The Four Tops, 1965                                                                         |                                                                                      |
| 1978 | Do You Feel All Right Who Do Ya (Love)                 | — | — | US63 (5 Wo.)US | R&B62 (4 Wo.)R&B | — | Erstveröffentlichung: September 1978 Autoren: Harry Wayne Casey, Richard Finch                                                                                       |                                                                                      |
| 1978 | Who Do Ya Love Who Do Ya (Love)                        | — | — | US68 (8 Wo.)US | R&B88 (3 Wo.)R&B | — | Erstveröffentlichung: Dezember 1978 Autoren: Harry Wayne Casey, Richard Finch                                                                                        |                                                                                      |
| 1979 | Do You Wanna Go Party                                  | — | — | US50 (10 Wo.)US | R&B8 (29 Wo.)R&B | — | Erstveröffentlichung: März 1979 Autoren: Harry Wayne Casey, Richard Finch                                                                                            |                                                                                      |
| 1979 | Please Don’t Go Do You Wanna Go Party                  | DE20 (23 Wo.)DE | UK3 Silber · (12 Wo.)UK | US1 (26 Wo.)US | — | — | Erstveröffentlichung: 12. Juli 1979 Autoren: Harry Wayne Casey, Richard Finch                                                                                        |                                                                                      |
| 1979 | I Betcha Didn’t Know That Do You Wanna Go Party        | — | — | — | R&B25 (18 Wo.)R&B | — | Erstveröffentlichung: 12. Juli 1979 B-Seite von Please Don’t Go Autoren: Frederick Knight, Sam Dees Original: Frederick Knight, 1974                                 |                                                                                      |
| 1979 | Yes, I’m Ready Moonlight Madness                       | — | — | US2 Gold · (23 Wo.)US | R&B20 (13 Wo.)R&B | — | Erstveröffentlichung: 1979 mit Teri DeSario Autor und Original: Barbara Mason, 1965                                                                                  |                                                                                      |
| 1980 | Dancin’ in the Streets Moonlight Madness               | — | — | US66 (6 Wo.)US | — | — | Erstveröffentlichung: 1979 mit Teri DeSario Autoren: Marvin Gaye, William Stevenson, Ivy Jo Hunter Original: King Curtis, 1966                                       |                                                                                      |
| 1982 | (You Said) You’d Gimme Some More All in a Night’s Work | — | UK41 (3 Wo.)UK | — | — | Dance9 (16 Wo.)Dance | Erstveröffentlichung: September 1982 Charteintritt in UK erst im September 1983 Autor: Harry Wayne Casey                                                             |                                                                                      |
| 1983 | Give It Up All in a Night’s Work                       | DE23 (12 Wo.)DE | UK1 Platin · (14 Wo.)UK | US18 (21 Wo.)US | — | Dance24 (10 Wo.)Dance | Erstveröffentlichung: Juli 1983 als KC Autoren: Deborah Carter, Harry Wayne Casey                                                                                    |                                                                                      |
| 1991 | That’s the Way (I Like It) (Re-Master Mix) –           | — | UK59 (2 Wo.)UK | — | — | — | Erstveröffentlichung: 29. April 1991 Remix: Dave Roarty, Steve Moore Autoren: Harry Wayne Casey, Richard Finch                                                       |                                                                                      |
| 1998 | 2 Live Party –                                         | — | — | — | R&B52 (20 Wo.)R&B | — | Erstveröffentlichung: März 1998 The 2 Live Crew feat. KC & the Sunshine Band und Freak Nasty Autoren: Chris Wong Won, Harry Wayne Casey, Rick Finch, Mark Ross       |                                                                                      |
| 2015 | I Love You More (Remix) –                              | — | — | — | — | Dance30 (8 Wo.)Dance | Erstveröffentlichung: 9. Juni 2015 Remix: Tony Moran |                                                                                      |

grau schraffiert: keine Chartdaten aus diesem Jahr verfügbar
Weitere Singles
| - 1979: Let’s Go Rock and Roll - 1979: I Will Love You Tomorrow - 1979: Come to My Island - 1979: Let’s Rock (als Magic City feat. Fire) - 1980: Manhattan N.4 (DJ Mix: Mason & Smith) - 1981: All Through the Night - 1981: Love Me - 1981: It Happens Every Night - 1983: Don’t Run (Come Back to Me) - 1983: Are You Ready? - 1983: Something’s Happening - 1986: Get Down Tonight | - 1987: KC’s Miami Sunshine Mega Mix (Remix: Peter Vriends) - 1988: Game of Love - 1992: Please Don’t Go (92 Remix) (Another Class feat. KC & the Sunshine Band) - 1993: Will You Love Me in the Morning - 1993: Megamix – The Official Bootleg (Produzent: Robyx, Mix: Francesco Alberti) - 1994: Megamix – The Disco Revival - 1994: Sunshine Megamix - 1997: Hooked on Dance (mit Silver Convention, Remix: Mark Anderson) - 1998: Give It Up (Jacynthe feat. KC) - 2005: That’s the Way I Like It (DJ Kama vs. KS and the Sunshine Band, Remix: Gianluca Argate) - 2013: I Can’t Get You Out of My Mind (mit Bimbo Jones) |

## Videoalben
- 1974: In Concert
- 1997: Box of KC & the Sunshine Band
- 2008: KC & the Sunshine Band in Concert
- 2009: KC & the Sunshine Band

## Statistik

### Chartauswertung
|                     | UK    | US    | R&B     | Dance       |
| ------------------- | ----- | ----- | ------- | ----------- |
| Nummer-eins-Alben   | UK—UK | US—US | R&B1R&B | Dance—Dance |
| Top-10-Alben        | UK1UK | US1US | R&B2R&B | Dance1Dance |
| Alben in den Charts | UK4UK | US7US | R&B7R&B | Dance1Dance |

|                       | DE    | UK     | US     | R&B      | Dance       |
| --------------------- | ----- | ------ | ------ | -------- | ----------- |
| Nummer-eins-Singles   | DE—DE | UK1UK  | US5US  | R&B4R&B  | Dance—Dance |
| Top-10-Singles        | DE—DE | UK4UK  | US7US  | R&B7R&B  | Dance2Dance |
| Singles in den Charts | DE4DE | UK14UK | US18US | R&B21R&B | Dance7Dance |

### Auszeichnungen für Musikverkäufe
| Goldene Schallplatte - Australien - 2025: für die Single Boogie Shoes - 2025: für die Single Give It Up - 2025: für die Single Please Don’t Go - 2025: für die Single Get Down Tonight - 2025: für die Single That’s the Way (I Like It) - Kanada - 1976: für die Single Get Down Tonight - 1976: für die Single (Shake, Shake, Shake) Shake Your Booty - 1977: für die Single I’m Your Boogie Man - 1978: für die Single Keep It Comin’ Love - Neuseeland - 1979: für die Single Please Don’t Go | Platin-Schallplatte - Kanada - 1976: für die Single That’s the Way (I Like It) - 1976: für das Album KC and the Sunshine Band - 1977: für das Album Part 3 - Neuseeland - 1980: für das Album Greatest Hits - 2022: für die Single Give It Up |

Anmerkung: Auszeichnungen in Ländern aus den Charttabellen bzw. Chartboxen sind in ebendiesen zu finden.
| Land/RegionAuszeichnungen für Musikverkäufe (Land/Region, Auszeichnungen, Verkäufe, Quellen) | Silber     | Gold       | Platin       | Verkäufe  | Quellen          |
| -------------------------------------------------------------------------------------------- | ---------- | ---------- | ------------ | --------- | ---------------- |
| Australien (ARIA)                                                                            | —          | 5× Gold5   | —            | 175.000   | aria.com.au      |
| Kanada (MC)                                                                                  | —          | 4× Gold4   | 3× Platin3   | 500.000   | musiccanada.com  |
| Neuseeland (RMNZ)                                                                            | —          | Gold1      | 2× Platin2   | 60.000    | radioscope.co.nz |
| Vereinigte Staaten (RIAA)                                                                    | —          | 4× Gold4   | 4× Platin4   | 6.500.000 | riaa.com US2     |
| Vereinigtes Königreich (BPI)                                                                 | 4× Silber4 | —          | Platin1      | 1.120.000 | bpi.co.uk        |
| Insgesamt                                                                                    | 4× Silber4 | 14× Gold14 | 10× Platin10 |           |                  |